# Black Rose
Black Rose je jedini studijski album rock sastava Black Rose čiji je glavni vokal bila američka pjevačica Cher. Album je 21. kolovoza 1980. godine izdala izdavačka kuća Casablanca Records. U usporedbi s nekoliko prethodnih albuma (poput Take Me Home) ovaj album je doživio potpuni komercijalni neuspjeh. Promašio je top ljestvice i prodao se u samo 400.000 primjeraka širom svijeta.

## Informacije o albumu
Godine 1980. Cher i njen tadašnji dečko Les Dudek htjeli su osnovati sastav pod nazivom Black Rose.
Sastav je prije potpisivanja ugovora s izdavačkom kućom Casablanca Recods bio nezavisni rock sastav koji je svirao po manjim klubovima u Los Angelesu te pokušavao uspjeti bez korištenja slave Cher. Osim Cher, sastav je činio Les Dudek, Gary Ferguson, Michael Finnigan, Warren Ham, Rocket Ritchotte i Trey Thompson.
Black Rose je bio posljednji album koji je Cher snimila za izdavačku kuću Casablanca Records a producirao ga je James Newton Howard. Njeno ime se nikad nije pojavilo na naslovnici albuma a njeno lice je viđeno samo na pozadini albuma.
Album je bio prvi album Cher koji je imao rock zvuk, zvuk koji će karakterizirati buduću Geffen-eru. Album je bio neuspješan a obožavatelji Cher su bili u neznanju o nastajanju i izdanju ovog projekta. Nakon neuspjeha albuma sastav se sljedeće godine razišao.
U Njemačkoj je izdavačka kuća Spectrum Records izdala potpuno očuvan album na CD-u 17. kolovoza 1999. godine. Na naslovnici albuma se nalazi fotografija Cher s koncerta te je album označen kao njen solo album a ne kao album sastava Black Rose.
Drugi bezimeni album
Postojali su tračevi o sljedbeniku prvog albuma koji je sastav snimao 1980. i 1981. godine koji bi sadržavao neke od pjesama koje je sastav izvodio na mini turneji pod nazivom "The Black Rose Show" kao što su "Ain’t Got No Money" i "Dirty Old Man", međutim, projekt je otkazan. "Don't Trust That Woman" je pjesma koju potpisuju Cher i Les Dudek i koja se trebala naći na albumu koji nikad nije zaživio. Dudek je pjesmu snimio za svoj samostalni album a poslije ju je i Elton John snimio.
The Black Rose Show
Kao potporu albumu i s ciljem da se poveća prodaja 1980. godine, sastav Black Rose i Cher kreću na mini turneju pod nazivom The Black Rose Show koja se održala samo u Sjevernoj Americi. Lista pjesma je sadržavala: "Never Should've Started", "Julie", "You Know It", "Ain't Got No Money", kratko predstavljanje sastava i "Dirty Old Man". Na nekoliko je lokacija Black Rose bio predgrupa sastavu Hall & Oates. Kostime za show je dizajnirao Bob Mackie.
Popis pjesama:
Strana A
1. "Never Should've Started" (David Foster, David Paich, James Newton Howard, Valerie Carter) 4:14
2. "Julie" (Bernie Taupin, Mike Chapman) 3:21
3. "Take It From the Boys" (Carole Bayer Sager, Bruce Roberts) 4:59
4. "We All Fly Home" (John Vastano, Vince Poncia) 3:56

Strana B
1. "88 Degrees" (Phil Brown) 5:57
2. "You Know It" (Les Dudek) 3:20
3. "Young and Pretty" (Allee Willis, Richard M. Gerstein) 4:03
4. "Fast Company" (Fred Mollin, Larry Mollin) 3:47

## Produkcija
- glavni vokal: Cher
- gitara, vokal: Les Dudek
- gitara, prateći vokal: Ron "Rocket" Ritchotte
- dodatna gitara na "88 Degrees": Phil Brown
- klavijatura, prateći vokal: Mike Finnigan
- producent, klavijatura, sintisajzer: James Newton Howard
- sintisajzer, klavijatura: Michael Boddicker
- sintisajzer, klavijatura: Steve Porcaro
- klavijatura, prateći vokal: David Paich
- bass gitara: Trey Thompson
- bubnjevi: Gary Ferguson
- prateći vokal: Max Gronenthal
- prateći vokal: Warren Ham
- prateći vokal: John Townsend
- coordinator produkcije: Anne Streer
- inženjer: Mick Mizausky
- inženjer: Tom Knox
- inženjer: Dana Latham
- inženjer: Bob Schaper
- inženjer asistent: Skip Sailor
- inženjer asistent: Gene Meros
- inženjer asistent: Terry Christian
- miksanje: Bill Schnee
- mastering: Mike Reese
- umjetničko usmjerenje: Kosh
- fotografija: Aaron Rapoport